# Юнацький чемпіонат Європи з футболу (U-19) 2015
Чемпіонат Європи з футболу 2015 серед юнаків до 19 років — 14-й розіграш чемпіонату Європи з футболу серед юнаків до 19 років і 64-й, якщо враховувати всі юнацькі чемпіонати. Чемпіонат пройшов у Греції з 6 по 19 липня 2015 року.
В цьому турнірі мають право брати участь гравці, що народилися після 1 січня 1996 року.

## Кваліфікація
Відбірковий турнір до фінальної частини Чемпіонату Європи з футболу 2015 складався з двох раундів:
- Кваліфікаційний раунд: 7 жовтня — 18 листопада 2014 року
- Елітний раунд: 26 березня — 3 червня 2015 року

У кваліфікаційному раунді взяли участь 53 команди (Греція автоматично потрапила у фінальну частину на правах господаря турніру, Іспанія автоматично пройшла в елітний раунд як команда з найвищим коефіцієнтом), які були поділені на 13 груп по 4 команди. В елітний раунд вийшли переможці груп, команди, що зайняли другі місця, і одна найкраща команда серед тих, що посіли треті місця.
В елітному раунді взяли участь 28 команд, які були поділені на 7 груп по 4 команди. Переможці груп вийшли у фінальну частину.
Фінальне жеребкування відбулося в Катеріні 9 червня 2015, 17:00 EEST (UTC+3). Вісім команд були поділені на дві групи по чотири команди. Під час жеребкування не було поділу на корзини, за винятком того, що господарі, збірна Греції, були відразу були включені в групу А.

## Учасники
| Команда    | Попередні участі (з 2002 року)                                  | Найкращий результат                             |
| ---------- | --------------------------------------------------------------- | ----------------------------------------------- |
| Австрія    | 5 (2003, 2006, 2007, 2010, 2014)                                | Півфінал (2003, 2006, 2014)                     |
| Німеччина  | 6 (2002, 2004, 2005, 2007, 2008, 2014)                          | Переможець (2008, 2014)                         |
| Греція     | 5 (2005, 2007, 2008, 2011, 2012)                                | Фінал (2007, 2012)                              |
| Іспанія    | 10 (2002, 2004, 2006, 2007, 2008, 2009, 2010, 2011, 2012, 2013) | Переможець (2002, 2004, 2006, 2007, 2011, 2012) |
| Нідерланди | 2 (2010, 2013)                                                  | Груповий етап (2010, 2013)                      |
| Росія      | 1 (2007)                                                        | Груповий етап (2007)                            |
| Україна    | 3 (2004, 2009, 2014)                                            | Переможець (2009)                               |
| Франція    | 7 (2003, 2005, 2007, 2009, 2010, 2012, 2013)                    | Переможець (2005, 2010)                         |

## Місця проведення
| Лариса                                                                      | Верія                                                                       | Катеріні                                                                    |
| АЕЛ Арена                                                                   | Муніципальний стадіон Верії                                                 | Муніципальний стадіон Катеріні                                              |
| --------------------------------------------------------------------------- | --------------------------------------------------------------------------- | --------------------------------------------------------------------------- |
| 39°36′55.5″ пн. ш. 22°23′57.8″ сх. д. / 39.615417° пн. ш. 22.399389° сх. д. | 40°32′02.9″ пн. ш. 22°12′08.2″ сх. д. / 40.534139° пн. ш. 22.202278° сх. д. | 40°15′40.3″ пн. ш. 22°30′44.0″ сх. д. / 40.261194° пн. ш. 22.512222° сх. д. |
| Місткість: 16,118                                                           | Місткість: 5,900                                                            | Місткість: 4,956                                                            |
|                                                                             |                                                                             |                                                                             |
| Лариса Верія Катеріні                                                       |                                                                             |                                                                             |

## Груповий етап

### Група A
| М | Команда | І | В | Н | П | РМ  | О |
| - | ------- | - | - | - | - | --- | - |
| 1 | Франція | 3 | 3 | 0 | 0 | 6−1 | 9 |
| 2 | Греція  | 3 | 1 | 1 | 1 | 2−2 | 4 |
| 3 | Австрія | 3 | 0 | 2 | 1 | 2−3 | 2 |
| 4 | Україна | 3 | 0 | 1 | 2 | 3−7 | 1 |

| 6 липня 2015 20:30 |

| Греція                       | 2:0      | Україна |
| ---------------------------- | -------- | ------- |
| Орфанідіс 20' Карахаліос 76' | Протокол |         |

| Муніципальний стадіон Верії, Верія Арбітр: Ентоні Тейлор (Англія) |

| 6 липня 2015 21:00 |

| Австрія | 0:1      | Франція  |
| ------- | -------- | -------- |
|         | Протокол | Блен 34' |

| Муніципальний стадіон Катеріні, Катеріні Арбітр: Георгі Кабаков (Болгарія) |

| 9 липня 2015 19:00 |

| Україна    | 1:3      | Франція                                                   |
| ---------- | -------- | --------------------------------------------------------- |
| Зубков 55' | Протокол | Серу Гірассі 31' Мусса Дембеле 62' Лук'янчук 90+2' (авт.) |

| АЕЛ Арена, Лариса Арбітр: Андріс Трейманіс (Латвія) |

| 9 липня 2015 22:00 |

| Греція | 0:0      | Австрія |
| ------ | -------- | ------- |
|        | Протокол |         |

| АЕЛ Арена, Лариса Арбітр: Андреас Екберг (Швеція) |

| 12 липня 2015 21:00 |

| Франція                      | 2:0      | Греція |
| ---------------------------- | -------- | ------ |
| Діакабі 5' Мусса Дембеле 64' | Протокол |        |

| Муніципальний стадіон Катеріні, Катеріні Арбітр: Марко Гуїда (Італія) |

| 12 липня 2015 21:00 |

| Україна                 | 2:2      | Австрія          |
| ----------------------- | -------- | ---------------- |
| Зубков 14' Лучкевич 63' | Протокол | Квашина 47', 87' |

| Муніципальний стадіон Верії, Верія Арбітр: Тамаш Богнар (Угорщина) |

### Група B
| М | Команда    | І | В | Н | П | РМ  | О |
| - | ---------- | - | - | - | - | --- | - |
| 1 | Росія      | 3 | 1 | 1 | 1 | 5−4 | 4 |
| 2 | Іспанія    | 3 | 1 | 1 | 1 | 5−4 | 4 |
| 3 | Нідерланди | 3 | 1 | 1 | 1 | 2−2 | 4 |
| 4 | Німеччина  | 3 | 1 | 1 | 1 | 3−5 | 4 |

| 7 липня 2015 18:30 |

| Нідерланди        | 1:0      | Росія |
| ----------------- | -------- | ----- |
| ван Амерсфорт 44' | Протокол |       |

| АЕЛ Арена, Лариса Арбітр: Тамаш Богнар (Угорщина) |

| 7 липня 2015 21:45 |

| Німеччина | 0:3      | Іспанія                                    |
| --------- | -------- | ------------------------------------------ |
|           | Протокол | Меріно 8' Майораль 72' (пен.) Науель 90+3' |

| АЕЛ Арена, Лариса Арбітр: Марко Гуїда (Італія) |

| 10 липня 2015 19:00 |

| Іспанія      | 1:3      | Росія                               |
| ------------ | -------- | ----------------------------------- |
| Майораль 13' | Протокол | Барінов 37' Гасілін 48' Шейдаєв 54' |

| Муніципальний стадіон Верії, Верія Арбітр: Георгі Кабаков (Болгарія) |

| 10 липня 2015 21:00 |

| Німеччина | 1:0      | Нідерланди |
| --------- | -------- | ---------- |
| Ріццо 89' | Протокол |            |

| Муніципальний стадіон Катеріні, Катеріні Арбітр: Ентоні Тейлор (Англія) |

| 13 липня 2015 21:00 |

| Росія                                 | 2:2      | Німеччина            |
| ------------------------------------- | -------- | -------------------- |
| Керер 32' (автогол) Бездєнєжних 45+2' | Протокол | Керер 12' Вернер 65' |

| Муніципальний стадіон Катеріні, Катеріні Арбітр: Андреас Екберг (Швеція) |

| 13 липня 2015 21:00 |

| Іспанія             | 1:1      | Нідерланди               |
| ------------------- | -------- | ------------------------ |
| Мірані 8' (автогол) | Протокол | ван Амерсфорт 54' (пен.) |

| Муніципальний стадіон Верії, Верія Арбітр: Андріс Трейманіс (Латвія) |

## Плей-оф
|  | Півфінали           | Півфінали |   |  | Фінал               | Фінал |  |
|  |                     |           |   |  |                     |       |  |
|  | 16 липня – Катеріні |           |   |  |                     |       |  |
|  | Франція             | 0         |   |  |                     |       |  |
|  | Іспанія             | 2         |   |  |                     |       |  |
|  |                     |           |   |  |                     |       |  |
|  |                     |           |   |  | 19 липня – Катеріні |       |  |
|  |                     |           |   |  | Іспанія             | 2     |  |
|  |                     | Росія     | 0 |  |                     |       |  |
|  |                     |           |   |  |                     |       |  |
|  |                     |           |   |  |                     |       |  |
|  |                     |           |   |  |                     |       |  |
|  | 16 липня – Лариса   |           |   |  |                     |       |  |
|  | Росія               | 4         |   |  |                     |       |  |
|  | Греція              | 0         |   |  |                     |       |  |

### Півфінали
| 16 липня 2015 21:45 |

| Франція | 0:2      | Іспанія                  |
| ------- | -------- | ------------------------ |
|         | Протокол | Марко Асенсіо 88', 90+5' |

| Муніципальний стадіон Катеріні, Катеріні Арбітр: Андреас Екберг (Швеція) |

| 16 липня 2015 19:00 |

| Росія                                          | 4:0      | Греція |
| ---------------------------------------------- | -------- | ------ |
| Чернов 50', 79' Гасілін 52' Шейдаєв 64' (пен.) | Протокол |        |

| АЕЛ Арена, Лариса Арбітр: Тамаш Богнар (Угорщина) |

### Фінал
| 19 липня 2015 21:00 |

| Іспанія                 | 2:0      | Росія |
| ----------------------- | -------- | ----- |
| Майораль 39' Науель 78' | Протокол |       |

| Муніципальний стадіон Катеріні, Катеріні Арбітр: Ентоні Тейлор (Англія) |

| Чемпіон Європи 2015 |
| ------------------- |
| Іспанія 10-й титул  |